# リンド数学パピルス

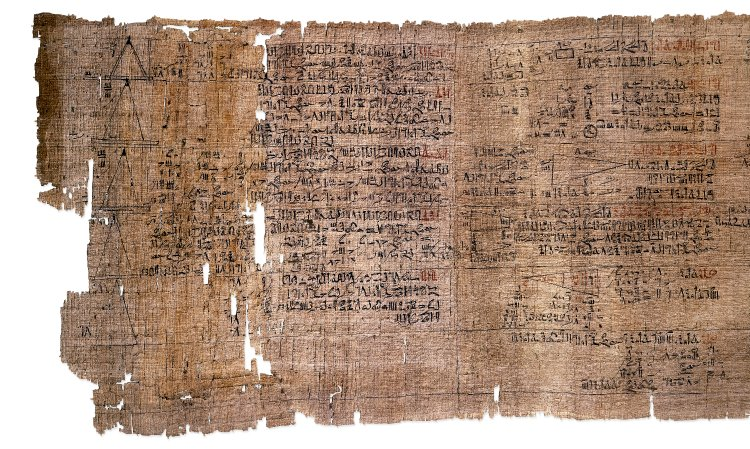
リンド数学パピルス

リンド数学パピルス（リンドすうがくパピルス、英: Rhind Mathematical Papyrus）とは、古代エジプトの数学文書であり、紀元前1650年前後のものである。名前の由来はスコットランドの弁護士・古物研究家であるアレグザンダー・ヘンリー・ラインド（Alexander Henry Rhind; 以下、リンドと呼ぶ、1833年7月26日 – 1863年7月3日）からである。アーメス（アフメス）という書記官が筆写したことから、「アーメス・パピルス」とも呼ばれる。このパピルスは、モスクワ数学パピルスと共に古代エジプト数学パピルスの好例として知られる。

## 起源と日時
リンドは1858年、エジプトのルクソールでこのパピルスを購入した。ラメセウム付近で非合法な発掘により発見されたらしい。1864年から、同じくリンドが所有していたエジプト数学革巻きとともに大英博物館に保管されている。発見時には長さ18フィート、幅13インチの巻物状をしていたが、リンドの死後に大英博物館が入手した時には、いくつかの断片が失われていた。後の1922年に、断片はニューヨークのブルックリン美術館にて発見・所有されている。これらをニューヨーク断片という。
リンド数学パピルスはエジプト第二中間期の数学パピルスで、書記官アーメスにより第12王朝の王アメンエムハト3世（Amenemhat III）の時代の文書（原典は失われている）が筆写されたものである。文字はヒエラティックが用いられ、高さ33センチメートル、長さ5メートル以上である。19世紀後半から音訳、数学的解釈が始まった。2008年現在、数学的解釈はいくつかの点で不完全である。

## 内容
初期のエジプト数学から、84題の例題と解答が書かれている。特徴としてエジプト式分数と呼ばれる方式で単位分数が多用されている。これは、報酬を現物支給するための食糧の配分、土地の分割、製造のための配合などを計算するために実生活で乗法と除法が必要だったためと考えられている。計算を助けるための速算表が掲載されており、分母 2n+1 が3から101までの奇数である分数 2/2n+1 を単位分数の和に分解するための分解表が最初の部分にある。修辞的な代数が用いられており、単独方程式や連立方程式、等差級数や等比級数が見られる。幾何では、長方形、直角三角形、二等辺三角形の面積のほか、円の面積の近似値を求める方法などが書かれている。